# Хомець
Хоме́ць — село в Україні, в Золочівському районі Львівської області. Населення становить 26 осіб. Орган місцевого самоврядування - Золочівська міська рада.

## Географія
Село розташоване на правому березі річки Бужок, правої притоки Західного Бугу.